# DFB-Jugend-Kicker-Pokal 1988/89
DFB-Jugend-Kicker-Pokalsieger 1988/89 wurde der VfL Bochum. Im Endspiel im Bochumer Ruhrstadion besiegte der VfL Bochum am 7. Juli 1989 den Karlsruher SC mit 4:1.

## Teilnehmende Mannschaften
Am Wettbewerb nahmen die Juniorenpokalsieger bzw. dessen Vertreter aus den damaligen 16 Landesverbänden des DFB teil:
| Regionalverband Nord                                                                                             | Regionalverband West                                                                      | Regionalverband Südwest                                                                    | Regionalverband Süd | Berlin                      |
| --- | ----------------------------------------------------------------------------------------- | ------------------------------------------------------------------------------------------ | --- | --------------------------- |
| - Schleswig-Holstein: VfB Kiel - Hamburg: 1. SC Norderstedt - Bremen: TuRa Bremen - Niedersachsen: VfL Wolfsburg | - Westfalen: VfL Bochum - Mittelrhein: 1. FC Köln - Niederrhein: Borussia Mönchengladbach | - Rheinland: SpVgg EGC Wirges - Südwest: Mainzer TV von 1817 - Saarland: 1. FC Saarbrücken | - Hessen: CSC 03 Kassel - Baden: Karlsruher SC - Südbaden: Freiburger FC - Württemberg: SC Geislingen - Bayern: FC Augsburg | - Berlin: Tasmania Neukölln |

## Achtelfinale
| Gruppe Nord-West:   |                          |     |                   |
| So 18.06.           | Tasmania Neukölln        | 0:2 | VfL Wolfsburg     |
|                     | VfL Bochum               | 9:0 | 1. SC Norderstedt |
|                     | Borussia Mönchengladbach | 4:2 | VfB Kiel          |
|                     | 1. FC Köln               | 5:1 | TuRa Bremen       |
| Gruppe Süd-Südwest: |                          |     |                   |
|                     | CSC 03 Kassel            | 1:3 | SpVgg EGC Wirges  |
|                     | Mainzer TV von 1817      | 2:0 | SC Geislingen     |
|                     | 1. FC Saarbrücken        | 0:3 | FC Augsburg       |
|                     | Karlsruher SC            | 4:0 | Freiburger FC     |

## Viertelfinale
| Gruppe Nord-West:   |                          |     |                     |
| So 25.06.           | VfL Wolfsburg            | 0:2 | VfL Bochum          |
| So 25.06.           | Borussia Mönchengladbach | 4:1 | 1. FC Köln          |
| Gruppe Süd-Südwest: |                          |     |                     |
| So 25.06.           | SpVgg EGC Wirges         | 0:4 | Mainzer TV von 1817 |
| So 25.06.           | FC Augsburg              | 2:4 | Karlsruher SC       |

## Halbfinale
| Gruppe Nord-West:   |                     |     |                          |
| So 02.07.           | VfL Bochum          | 3:1 | Borussia Mönchengladbach |
| Gruppe Süd-Südwest: |                     |     |                          |
| So 02.07.           | Mainzer TV von 1817 | 2:6 | Karlsruher SC            |

## Finale
| Paarung        | VfL Bochum – Karlsruher SC |
| Ergebnis       | 4:1 (2:0) |
| Datum          | Freitag, 7. Juli 1989 |
| Stadion        | Ruhrstadion, Bochum |
| Zuschauer      | 3.000 |
| Schiedsrichter | Joachim Kautschor (Eschweiler) |
| Tore           | 1:0 Kusch (31.) 2:0 Kotthaus (33.) 2:1 Rapp (59.) 3:1 Kotthaus (63.) 4:1 Kusch (75.) |
| VfL Bochum     | Andreas Roch – Thorsten Schmugge – Thomas Guder, Jens Renkhoff – Andre Golicki, Joachim Kusch, Dirk Vogelgesang , Ingo Bredenbröcker (64. Thorsten Zahlmann), Ortwin Kreielkamp – Cihangir Yazici (74. Andreas Schröder), Lutz Kotthaus Cheftrainer: Udo Wittkamp |
| Karlsruher SC  | Sascha Mendel – Alexander Beer – Markus Franke, Michael Rentschler – Marco Nagel, Michael Geisler, Marc Rapp, Ralph Röhrig, Mehmet Scholl – Heiko Reddmann (61. Rauel Villacampa), Nuncio Inkognito (61. Joachim Schneikart) Cheftrainer: Rudolf Wimmer           |
| Gelbe Karten   | Kusch – Reddmann |
| Zeitstrafen    | keine – Scholl |